# Giesensdorf (Pritzwalk)
Giesensdorf ist ein Ortsteil der Stadt Pritzwalk im Landkreis Prignitz in Brandenburg.

## Geographie
Der Ort liegt drei Kilometer südwestlich von Pritzwalk. Die Nachbarorte sind Schönhagen im Norden, Pritzwalk im Nordosten, Neuhof im Osten, Neuhausen und Buchholz im Südosten, Eggersdorf im Süden, Mesendorf, Bullendorf, Kuhsdorf und Ausbau im Südwesten, Ausbau im Westen sowie Kuhbier und Voßberg im Nordwesten.

## Geschichte
Die erste schriftliche Erwähnung von Giesensdorf stammt aus dem Jahr 1343. Darin wurde der Ort unter „Gysemarstorf“ verzeichnet. Bis 1816 gehörte der Ort zum Kreis Pritzwalk in der Provinz Prignitz; ein Teil der Kurmark der Mark Brandenburg und kam anschließend zum Kreis Ostprignitz. Ab 1952 gehörte Giesensdorf zum Kreis Pritzwalk im Bezirk Potsdam. Seit dem 6. Dezember 1993 ist der Ort ein Teil des heutigen Landkreises Prignitz.

## Bauwerke
Die Liste der Baudenkmale in Pritzwalk enthält zwei Einträge zum Ort, darunter die um 1500 erbaute evangelische Dorfkirche Giesensdorf.